# Возрождение (альбом)
«Возрождение» — дебютный альбом группы Аркона, записанный при содействии проекта Nargathrond, без единой репетиции, на студии CDM records. Впоследствии участники проекта Nargathrond вошли в постоянный состав.

## Список композиций
1. Коляда
2. Масленица
3. К дому Сварога
4. Чёрные вороны
5. Возрождение
6. Русь
7. Брате славяне
8. Солнцеворот
9. Под мечами…
10. По звериным тропам…
11. Заложный
12. Зов предков

## Список участников
Основной состав:
- Маша «Scream» — голос, вокал, клавишные
- Сергей «Lazar» — гитара
- Руслан «Kniaz» — бас
- Влад «Артист» — ударные

Сессионные:
- Лесьяр (Невидь, ex-Butterfly Temple) — вокал («К дому Сварога», «Чёрные вороны», «Под мечами»)